# Dabo Swinney
William Christopher Swinney, detto Dabo (Birmingham, 20 novembre 1969), è un allenatore di football americano statunitense che dal 2009 svolge il ruolo di capo allenatore dei Clemson Tigers nella NCAA. Nel 2016 ha condotto la squadra alla vittoria del suo secondo titolo nazionale grazie alla vittoria in finale su Alabama.
Nel 2018 vinse ancora il titolo nazionale battendo in finale di nuovo Alabama.